# CR海物語3R
『CR海物語3R』（シーアールうみものがたりスリーアール）は、2016年2月8日に三洋物産から発売されたデジパチタイプのパチンコ。
本項目では後継機種の『PA海物語3R2』、『PA海物語3R2スペシャル』、『PA海物語3R3』についても併せて解説する。

## 機種一覧
| 名称                  | 発売                                                 |
| --------------------- | ---------------------------------------------------- |
| CRA海物語3R           | 2016年2月8日                                         |
| CR海物語3R1           | 2016年3月22日                                        |
| ちょいパチ海物語3R29  | 2016年6月20日                                        |
| PA海物語3R2           | 2020年1月6日                                         |
| Pちょいパチ海物語3R2  | 2020年1月6日                                         |
| PA海物語3R2スペシャル | 2021年12月20日（北海道） 2022年1月11日（その他地域） |
| PA海物語3R3 LBA       | 2025年6月2日                                         |
| PA海物語3R3 LBAW      | 2025年6月2日                                         |

## 概要

### CR海物語3R
初代の登場から17年後の2016年に登場。遊パチタイプとミドルタイプとちょいパチタイプがある。2月8日に遊パチタイプの『CRA海物語3R』が発売された。遊パチの海物語シリーズでは初の確変ループ機となった（それ以前の甘海は全てST機であった。）。また、初代の流れを汲んで変動中はステージチェンジができないが、魚群や一発告知などの出現を自分好みに設定できるMy海カスタムという新システムを搭載している。
3月22日にミドルタイプの『CR海物語3R1』発売された。ミドルタイプとしては『CRスーパー海物語』以来10年ぶりに、2R確変が搭載されていない機種となった。
6月20日にちょいパチタイプの『ちょいパチ海物語3R29』が発売された。三洋物産初のちょいパチタイプのパチンコとなっている。

### PA海物語3R2
2020年1月6日に発売。2016年に発売された『CR海物語3R』の後継機。遊パチタイプの『PA海物語3R2』とちょいパチタイプの『Pちょいパチ海物語3R2』があり、ともに確変ループスペックとなっている。前作に搭載されていたMy海カスタムに新要素を追加したNew My海カスタムが搭載されている。前作ではモードチェンジは存在しなかったが、今作ではモードチェンジができるようになっている。モードは海モード、初代モード、アクティブモードの3種類が存在する。
2022年1月11日には『PA海物語3R2スペシャル』が発売された。北海道では2021年12月20日に先行発売された。基本は『PA海物語3R2』と同じだが、確変中は変動が1.5秒で進むSPループが追加されている。

### PA海物語3R3
2025年6月2日に発売。『PA海物語3R2』の後継機。三洋物産が立ち上げたプロジェクトの復刻PR1MEの第1弾として開発された。クリスタルシェル枠の『PA海物語3R3 LBA』とマリンシェル枠の『PA海物語3R3 LBAW』の2種類が開発された。新モードとして、1999年発売の『CR海物語3R』の液晶サイズ、玉の挙動、風車の動きなどを再現した1999年版モードが搭載された。画面上部に設置されている覗ける一発告知役物のラッキーウィンドウが初めて搭載された。『P大海物語5スペシャル』で初搭載された先バレ演出が今作には先バレ魚影として搭載された。

## 図柄
奇数図柄がSUPER LUCKY（確変大当たり）、偶数図柄がLUCKY（通常大当たり、確変昇格の場合あり）となっている。
- 1. タコ
- 2. ハリセンボン
- 3. カメ
- 4. サメ
- 5. エビ
- 6. アンコウ
- 7. シュゴン
- 8. エンゼルフィッシュ
- 9. カニ
- 裏4. サメ

### 大当たり表示とラウンド数
| 型式                  | GREAT LUCKY | SUPER LUCKY    | LUCKY   |
| --------------------- | ----------- | -------------- | ------- |
| CRA海物語3R           | -           | 5R確変         | 5R通常  |
| CR海物語3R1           | -           | 15R確変        | 15R通常 |
| ちょいパチ海物語3R29  | -           | 8R             | 4R      |
| PA海物語3R2           | -           | 10R確変 5R確変 | 5R通常  |
| Pちょいパチ海物語3R2  | -           | 10R確変 5R確変 | 5R通常  |
| PA海物語3R2スペシャル | 10R確変     | 4R確変         | 4R通常  |
| PA海物語3R3           | 10R確変     | 5R確変         | 5R通常  |

## モード解説
海モード
『PA海物語3R2』より搭載。
シンプルなモード。
初代モード
初代『海物語』を再現したモード。図柄やマリンなど全てがドットで描かれている。演出は海モードとほぼ同じ（黒潮リーチではなく波紋リーチなど多少の違いはある）。モード名が付いたのは『PA海物語3R2』から。
アクティブモード
『PA海物語3R2』より搭載。
ボタンを使用した演出が楽しめるモード。『CR大海物語』のアトランティスステージが基になっている。
1999年版モード
『PA海物語3R3』より搭載。
1999年発売の『CR海物語3R』の画面サイズを完全再現したモード。

## 予告演出
予告なし
リーチ成立直後に演出が起こらないこと。ノーマルリーチ発展濃厚となる。
泡予告
リーチ成立直後に画面下部から泡が発生する演出。スーパーリーチに発展する可能性がある。
大泡予告
リーチ成立直後に画面下部から通常よりも大きな泡が発生する演出。ノーマルリーチ発展濃厚となり、大当たりまたは半コマズレのハズレとなる（半コマズレ停止でも再始動する場合がある）。スーパーリーチに発展した場合は、法則崩れにより大当たり濃厚となる。
魚群予告
リーチ成立直後に画面右側から魚群が通過する演出。期待度が高い演出であり、スーパーリーチ発展濃厚となる。ノーマルリーチに発展した場合は、法則崩れにより大当たり濃厚となる。確変中に発生して大当たりした場合は確変大当たり濃厚となる。
滑り予告
下段図柄が効果音とともに半コマ進みあるいは半コマ戻ってリーチがかかる演出。
連続滑り予告
保留内で2回転続いて滑り予告が発生する演出。2回目の滑り予告が発生した時点でその変動での大当たりが濃厚となる。
遅れ予告
『PA海物語3R2』より搭載。
BGMやボイスが通常より始まりが遅れる違和感演出。変動開始時にBGMの始まりが遅れる、リーチ成立の際にマリンのボイスが通常より遅れるなどがある。
イルカ予告
『PA海物語3R2』より搭載。アクティブモード専用演出。
リーチ直後にイルカが画面に出現する演出。スーパーリーチに発展する可能性がある。イルカが遅れて登場した場合や、イルカの代わりにシャチまたはクジラが出現した場合は期待度が高くなる。

## 保留先読み予告
泡前兆予告
チャンス目（同一図柄が非テンパイ形で液晶画面内に3つ停止）が停止する演出。連続するほど期待度が高くなる。3回連続で発生するとリーチ成立濃厚となる。
背景変化予告
アクティブモード専用演出。
変動中の背景がさまざまな変化が起こる演出。潮の流れが速くなる、小泡発生、マリンスノー発生、日差しが強くなるなどの演出が発生する。
背景キャラ通過予告
アクティブモード専用演出。
変動中にキャラクターが通過する演出。タツノオトシゴ（1匹または3匹）、ハリセンボン（1匹または3匹）、ウミガメ（1匹または3匹）、アザラシ（1匹または3匹）、クジラッキー、潜水艦のいずれかが出現する。
先バレ魚影予告
『PA海物語3R3』に搭載。
入賞時に効果音とともに魚群のシルエットが出現する演出。魚群予告発展濃厚となる。

## チャンスボタン演出
ブレーキアクション
リーチ後から図柄停止までの間にボタンを押すと変動中の中段図柄が反応しブレーキアクションをする。
『CR海物語3R』ではブレーキアクションをするだけで特に意味はない。
『PA海物語3R2』以降では演出によって期待度が異なる。中段図柄の目が大きくなると期待度がやや高くなる。炎目になると期待度がさらに高くなり、ハート目になると奇数図柄での大当たり濃厚となる。
奇数昇格演出
『PA海物語3R2』より搭載。
偶数図柄揃った直後に昇格スクロールが発生した瞬間にボタンを押すと、3Rランプフラッシュが発生する演出。大当たりラウンド中のBGMが条件を満たしていなくてもプレミアムソングが全曲開放となる。
図柄アクション予告
『PA海物語3R2』より搭載。
リーチが成立した際に画面をタッチ（十字キーの中央ボタンでも可）すると図柄が動き、アイコンを表示させる演出。アイコンは星、エクスクラメーションマーク、音符、ハートの4種類があり、音符の場合はスーパーリーチ発展濃厚（ノーマルリーチに発展した場合は大当たりまたは半コマズレ）、ハートの場合は大当たり濃厚となる。
裏ボタン演出
『PA海物語3R2』より搭載。海モード及びアクティブモード専用演出。
マリンちゃんリーチが発生した際に画面をタッチ（十字キーの中央ボタンでも可）するとマリンが何らかのアクションをする演出。右手を振る、左手を振る、ピースサインのいずれかが発生する。
『PA海物語3R3』では、シングルリーチでも反応する。珊瑚礁リーチ及び鉱石リーチ発生の際に押すと珊瑚礁の周りに魚が出現する。クマノミが出現すると期待度が高くなる。黒潮リーチ発生の際に押すと、図柄のミニキャラまたはクマノミが出現する。クマノミが出現した場合は期待度が高くなる。図柄のミニキャラの場合、リーチ図柄と一致していれば大当たり濃厚となる。

## リーチ演出
ノーマルリーチ
特に何も起こらないリーチ演出。期待度は低い。シングルリーチ及びダブルリーチのどちらからも発展する。通常時に半コマズレ停止をすると再始動が発生する可能性が高くなっている。
珊瑚礁リーチ
『CR海物語3R』、海モード、初代モード、1999年版モード専用演出。
シングルリーチから発展し、画面下部から珊瑚礁が出現する演出。
鉱石リーチ
『PA海物語3R2』より搭載。アクティブモード専用演出。
シングルリーチから発展し、画面下部から鉱石の山が出現する演出。
波紋リーチ
『CR海物語3R』、初代モード、1999年版モード専用演出。
シングルリーチから発展し、背景に波紋が出現する演出。
黒潮リーチ
海モード及びアクティブモード専用演出。
シングルリーチから発展し、画面に黒潮が流れる演出。
マリンちゃんリーチ
ダブルリーチから発展し、画面上部からマリンが登場する演出。

## プレミアム演出
泡系プレミアム
泡予告に関するプレミアム演出。
クジラッキー泡
『PA海物語3R2』より搭載。
クジラッキーが入った泡が出現する演出。
魚群系プレミアム
魚群予告に関するプレミアム演出。数種類存在する。
赤魚群
赤魚群（実際には赤色と紫色が混ざったような魚群）が出現する演出。後述のサム系プレミアムに発展する。
逆魚群
『PA海物語3R2』より搭載。
画面左側から魚群が出現する演出。通常は画面右側から出現する。
超魚群
『PA海物語3R2』より搭載。
魚群が途切れずに図柄が揃うまで出現し続ける演出。
魚群&クジラッキー
『PA海物語3R2』より搭載。
魚群と一緒にクジラッキーが出現する演出。
クジラッキー群
『PA海物語3R2』より搭載。
魚群の代わりにクジラッキーの群れが出現する演出。
金魚群
『PA海物語3R2スペシャル』に搭載。
魚群の代わりに金色の魚の群れが出現する演出。
サム系プレミアム
各スーパーリーチ中にサムが出現すれば奇数図柄での大当たりが濃厚となる。
マッスル珊瑚礁リーチ
『CR海物語3R』、海モード、初代モード、1999年版モード専用演出。
シングルリーチから発展する。珊瑚礁リーチが発生した際に、サムが画面下部から珊瑚礁を持ち上げて登場する。
ゴーゴーサムリーチ
『CR海物語3R』、初代モード、1999年版モード専用演出。
シングルリーチから発展する。波紋リーチが発生した際に、サムが画面奥側から登場する。
ポージングリーチ
ダブルリーチから発展し、マリンの代わりにサムが画面上部から登場する。
ダイビングリーチ
海モード及びアクティブモード専用演出。
シングルリーチから発展する。黒潮リーチが発生した際に、画面右側からサムが泳いで登場する。
鉱石サムリーチ
アクティブモード専用演出。
シングルリーチから発展する。鉱石リーチが発生した際に、サムが画面下部から鉱石の山を持ち上げて登場する。
ボイスプレミアム
変動開始時などにマリンまたはサムのボイスが流れる演出。
枠外プレミアム
図柄が枠外で揃った場合、効果音の後に図柄が枠内に移動し大当たりとなる演出。必ず発生する訳ではない。
枠上プレミアム
中段図柄と下段図柄が同じ図柄で停止した際、全図柄が上方向に移動して図柄が揃った状態で戻る演出。
枠下プレミアム
中段図柄と上段図柄が同じ図柄で停止した際、全図柄が下方向に移動して図柄が揃った状態で戻る演出。
最長突破当たり
ロングリーチから発展する。ノーマルリーチ経由の場合はマリンが登場した後に3Rランプフラッシュが発生し確変大当たりとなる。スーパーリーチ経由の場合は3Rランプフラッシュが発生し確変大当たりとなる。
裏サメ停止
1図柄と9図柄のダブルリーチの際に中段の中央に裏4が停止する演出。停止すると再始動が発生し、1図柄か9図柄のどちらかでの大当たりとなる。
リベンジプレミアム
半コマズレハズレ時、直後に画面に映っている全図柄の表情が変化し、中段の図柄が動いて大当たりになる演出。
クジラプレミアム
『PA海物語3R2』より搭載。アクティブモード専用演出。
イルカの代わりにクジラが出現する演出。
3・4・1図柄停止
中央列に3・4・1図柄が停止する演出。停止すると画面タッチ（『PA海物語3R2スペシャル』ではボタンプッシュ）が促され、タッチすると奇数図柄揃いになる。
タッチアイコンプレミアム
『PA海物語3R2』より搭載。海モード及びアクティブモード専用演出。
スーパーリーチ（珊瑚礁リーチ、黒潮リーチ、マリンちゃんリーチ、鉱石リーチ）に発展した際に、画面にタッチアイコンが表示される演出。タッチすると3Rランプフラッシュが発生する。
ドットキャラ
『PA海物語3R3』に搭載。1999年版モード専用演出。
液晶内にドットのマリン、ワリン、ウリンが登場する演出。
潜水艦通過予告
『PA海物語3R3』に搭載。1999年版モード専用演出。
変動中に潜水艦が通過する演出。
上部セグ変化予告
『PA海物語3R3』に搭載。1999年版モード専用演出。
液晶内の上部セグに7が表示される演出。
液晶内盤面変化
『PA海物語3R3』に搭載。1999年版モード専用演出。
液晶内盤面右側のマリンがウィンクする演出。
風車変化
『PA海物語3R3』に搭載。1999年版モード専用演出。
液晶内の風車の柄がクジラッキー&クジラブリーに変化する演出。
玉変化
『PA海物語3R3』に搭載。1999年版モード専用演出。
液晶内のパチンコ玉の色が金色や虹色に変化する演出。

## 大当たりラウンド演出

### 大当たりラウンド中
3Rランプフラッシュチャンス
通常図柄大当たりのラウンド中に3Rランプフラッシュが発生する昇格演出。3Rランプフラッシュが発生するとマリンが登場し確変に昇格となる。
突サムプレミアム
『PA海物語3R2』より搭載。
大当たりラウンド中にラウンド途中にサムが突如出現して、10ラウンド大当たりに昇格する演出。5ラウンドに発生する場合がある。

### 大当たりラウンド終了後
金魚群
大当たりラウンド終了後のエンディング画面で金魚群が出現する演出。保留内で奇数図柄揃いの大当たりが濃厚となる。
エンディングチャンス
偶数図柄揃い大当たりのラウンド終了後のエンディングにて、確変大当たりであることを告知される演出。「もう1回」の文字とともにサムがマリンを持ち上げる。
『PA海物語3R3』のいつものラウンド以外のエンディングでは、「もう1回」の文字とともに3Rランプフラッシュが発生し告知される。

## その他演出
再始動
リーチが外れた際に、中段図柄が再び動き出して大当たりになる演出。ダブルリーチで発生した場合は奇数図柄での大当たりとなる。
昇格スクロール
偶数図柄が揃った直後に図柄が高速に動き出して奇数図柄に昇格する演出。
マリンちゃん2段階
マリンちゃんリーチで偶数図柄が揃った直後、中段が再び動き出しもう片方のリーチ図柄である奇数図柄揃いの大当たりになる演出。
バウンドストップ
時短中専用演出。
チャンス目（同一図柄が非テンパイ形で液晶画面内に3つ停止）が停止した際に泡前兆予告が発生せずに、図柄がバウンドして停止する演出。この演出が発生すると、時短から確変（チャンスタイムSUPER）に移行する。
ロングリーチ
ノーマルリーチやスーパーリーチが止まらず長く変動し続ける演出。最長突破当たりに発展する。
法則崩れ
さまざまな予告で発生する。予告なしからスーパーリーチに発展する、魚群予告からノーマルリーチに発展する、大泡予告からスーパーリーチに発展するなどがあり、発生すると大当たり濃厚となる。

## 可動役物

### 一発告知
盤面上部にある役物。主に一発告知としての機能を果たすが、大当たりラウンド中の演出にも使われている。ショートは図柄揃いの大当たり、ロングは奇数図柄揃いの大当たりとなる。
『PA海物語3R2』からは3Rランプフラッシュという名称になっている。

### ラッキーウィンドウ
『PA海物語3R3』に搭載された役物。画面上部のRの文字の中に海ランプが点灯する。右側や左側から覗いた場合に点灯するランプもある。点灯した時点で大当たり濃厚となる。

#### ランプの種類
海ランプ
中央に点灯する。
ロゴの海の文字が表示される。My海カスタムでひっそり魚群告知を選択している場合は発生しない。
魚群ランプ
中央に点灯する。
魚群が表示される。My海カスタムでひっそり魚群告知を選択している場合のみ、海ランプの代わりに発生する。
LUCKYランプ
右側から覗いた際に点灯する場合がある。
SUPER LUCKYの文字が表示される。確変大当たり濃厚となる。
マリンランプ
右側から覗いた際に点灯する場合がある。
マリンが表示される。海ランプ点灯後やマリンちゃんリーチ中に点灯する場合がある。確変大当たり濃厚となる。
サムランプ
左側から覗いた際に点灯する場合がある。
サムが表示される。10ラウンド確変大当たり濃厚となる。
もう1回ランプ
左側から覗いた際に点灯する場合がある。
もう1回!!の文字が表示される。保留内での大当たりが濃厚となる。

## My海カスタム
演出期待度を変更できるMy海カスタムが初めて搭載された。後に発売された機種でも搭載されている機種がいくつかある。期待度を調整できる項目及び選択肢は以下の通りとなっている。

### CR海物語3R
|        | 魚群期待度                      | 一発告知頻度            | 泡前兆予告              | スベリ予告              |
| ------ | ------------------------------- | ----------------------- | ----------------------- | ----------------------- |
| 選択肢 | ・50% ・75% ・100% ・出現しない | ・告知なし ・30% ・100% | ・出現しない ・出現する | ・出現しない ・出現する |

### PA海物語3R2
今作では新カスタムが追加されたNew My海カスタムとして搭載されている。
|        | 魚群期待度                      | 一発告知頻度            | 告知方法              | 泡前兆予告              | スベリ予告              | プレミアム魚群頻度  |
| ------ | ------------------------------- | ----------------------- | --------------------- | ----------------------- | ----------------------- | ------------------- |
| 選択肢 | ・出現しない ・50% ・75% ・100% | ・告知なし ・30% ・100% | ・いつもの ・ひっそり | ・出現しない ・出現する | ・出現しない ・出現する | ・ふつう ・出やすい |

### PA海物語3R3
サウンド違和感と先バレ魚群の項目が追加された。
|        | 魚群期待度                  | 告知頻度                 | 告知方法                                     | 前兆予告                   | サウンド違和感頻度       | 先バレ魚影予告  |
| ------ | --------------------------- | ------------------------ | -------------------------------------------- | -------------------------- | ------------------------ | --------------- |
| 選択肢 | ・出ない ・50% ・75% ・100% | ・出ない ・ふつう ・100% | ・ひっそり告知 ・ひっそり魚群告知 ・いつもの | ・出ない ・少なめ ・ふつう | ・出ない ・ふつう ・100% | ・出ない ・出る |

## 大当たり・確変・時短
確変ループ機となっており、大当たりラウンド終了後は基本的に奇数図柄大当たりだと確変に突入し、偶数図柄大当たりだと時短に突入する。ただし、偶数図柄で当たってもラウンド中にSUPER LUCKYに昇格する場合がある。時短中でも内部確変になっていることもあり、その場合は時短終了前までに図柄のバウンドストップが発生し確変（チャンスタイムSUPER）に突入する。
『CRA海物語3R』は5ラウンド大当たりのみだが、『PA海物語3R2』からはマックスラウンド（10ラウンド）が搭載された。

## プレミアムラウンド

### CR海物語3R
- 1回目：いつものラウンド

### PA海物語3R2
- 1回目：いつものラウンド
- 2連荘達成：マリン&ウリンが歌う「Day & Day」
- 3連荘達成：ワリンが歌う「ふたりの海物語」
- 4連荘達成：マリンが歌う「サクラ 始まる」
- 5連荘達成：マリンが歌う「あっぱれジャパン」
- 6連荘達成：マリンが歌う「〜春〜 ありがとう」
- 7連荘達成：ウリンが歌う「キラキラ☆彡ハッピー」
- 突サムプレミアム経由で10ラウンド大当たりに突入する（初代モードを除く）：マリンが歌う「海物語 〜Go!Go! SEA STORY〜」

### PA海物語3R2スペシャル
- 1回目：いつものラウンドまたはマリンが歌う「海物語 〜Go!Go! SEA STORY〜 サードシーズン」
- 2連荘達成：マリンが歌う「ちゅら海 JUMP!!」
- 3連荘達成：マリン&ワリン&ウリンが歌う「アカキイロスミレイロ」
- 4連荘達成：マリンが歌う「めんそ〜れ おきうみ!」
- 5連荘達成：マリンが歌う「Musical in the Sea 〜大海物語の1日〜」
- 6連荘達成：マリン&ワリン&ウリンが歌う「あゝ金富士」
- 7連荘達成：「ACROSS THE LINE」
- 8連荘達成：マリンが歌う「みんなで一緒にちゅら海へ!」
- 9連荘達成：サイキックラバーが歌う「海☆戦士」
- 10連荘達成：ウリンが歌う「キラキラ☆彡ハッピー」

### PA海物語3R3
- 1回目：いつものラウンド
- 2連荘達成：マリンが歌う「七色の物語」
- 3連荘達成：マリンが歌う「海物語 〜Go!Go! SEA STORY〜 サードシーズン」
- 4連荘達成：マリンが歌う「“Sea” you again」
- 5連荘達成：マリンが歌う「〜冬〜 ドットdeマリン.」
- 6連荘達成：マリンが歌う「Everydayシーストーリー」
- 7連荘達成：マリンが歌う「トコナツ☆バケーション」
- 8連荘達成：マリンが歌う「マワルアイランド」
- 9連荘達成：マリンが歌う「期待100%フラッシュ!」
- 10連荘達成：ウリンが歌う「ネバギバ!」
- 11連荘達成：吉野聡留が歌う「Hello, New World」

## スペック

### CR海物語3R
| 型式                 | 型式                 | CRA海物語3R                | CR海物語3R1                | ちょいパチ海物語3R29                                                                         |
| -------------------- | -------------------- | -------------------------- | -------------------------- | -------------------------------------------------------------------------------------------- |
| 特賞種別             | 特賞種別             | デジパチ                   | デジパチ                   | デジパチ                                                                                     |
| 大当たり確率         | 通常時               | 1/99.9                     | 1/319.7                    | 1/29.9                                                                                       |
| 大当たり確率         | 高確率時             | 1/14.9                     | 1/31.9                     | -                                                                                            |
| タイプ               | タイプ               | 遊パチ                     | ミドル                     | ちょいパチ                                                                                   |
| 賞球数               | 賞球数               | 3 & 3 & 4 & 13             | 3 & 3 & 14 & 4             | 5 & 2 & 6 & 3                                                                                |
| ラウンド・カウント数 | ラウンド・カウント数 | 5R・8C                     | 15R・8C                    | 8R or 4R・8C                                                                                 |
| 大当たりシステム     | 大当たりシステム     | 確変ループ                 | 確変ループ                 | 時短                                                                                         |
| 確変突入率           | 確変突入率           | 50/100（50%）              | 50/100（50%）              | なし                                                                                         |
| 大当たりの内訳       | 通常時               | 5R確変：50% 5R通常：50%    | 15R確変：50% 15R通常：50%  | 8R（時短20回）：50％ 4R（時短20回）：4％ 4R（時短なし）：46％                                |
| 大当たりの内訳       | 電サポ時             | 5R確変：50% 5R通常：50%    | 15R確変：50% 15R通常：50%  | 8R（時短20回）：50％ 4R（時短20回）：50％                                                    |
| 大当たり出玉         | 大当たり出玉         | 480個                      | 1560個                     | 8R：320個 4R：160個                                                                          |
| リミット             | リミット             | なし                       | なし                       | なし                                                                                         |
| 電サポ               | 確変                 | 確変大当たり終了後次回まで | 確変大当たり終了後次回まで | なし                                                                                         |
| 電サポ               | 時短                 | 通常大当たり終了後33回     | 通常大当たり終了後100回    | 通常時8R大当たり終了後20回 通常時4R（時短付き）大当たり終了後20回 電サポ時大当たり終了後20回 |
| 保留の数             | 保留の数             | 上始動口4個+下始動口4個    | 上始動口4個+下始動口4個    | 上始動口4個+下始動口4個                                                                      |
| 保留の優先消化       | 保留の優先消化       | なし（入賞順に消化）       | なし（入賞順に消化）       | なし（入賞順に消化）                                                                         |

### PA海物語3R2
| 型式                         | 型式                         | PA海物語3R2F                        | Pちょいパチ海物語3R2A               | PA海物語3R2スペシャル MBA           |
| ---------------------------- | ---------------------------- | ----------------------------------- | ----------------------------------- | ----------------------------------- |
| 特賞種別                     | 特賞種別                     | デジパチ                            | デジパチ                            | デジパチ                            |
| 大当たり確率                 | 通常時                       | 1/99.9                              | 1/49.9                              | 1/99.9                              |
| 大当たり確率                 | 高確率時                     | 1/16.9                              | 1/16.9                              | 1/9.9                               |
| タイプ                       | タイプ                       | 遊パチ                              | ちょいパチ                          | 遊パチ                              |
| 賞球数                       | 賞球数                       | 3 & 2 & 14 & 4                      | 3 & 2 & 7 & 2 & 3                   | 3 & 2 & 12 & 1 & 4                  |
| ラウンド・カウント数         | ラウンド・カウント数         | 10R or 5R・7C                       | 10R or 5R・7C                       | 10R or 4R・6C                       |
| 大当たりシステム             | 大当たりシステム             | 確変ループ                          | 確変ループ                          | 確変ループ                          |
| 確変突入率                   | 確変突入率                   | 50/100（50%）                       | 60/100（60%）                       | 75/100（75%）                       |
| 大当たりの内訳（始動口共通） | 大当たりの内訳（始動口共通） | 10R確変：4% 5R確変：46% 5R通常：50% | 10R確変：1% 5R確変：59% 5R通常：40% | 10R確変：2% 4R確変：73% 4R通常：25% |
| 大当たり出玉                 | 大当たり出玉                 | 10R：980個 5R：490個                | 10R：490個 5R：245個                | 10R：720個 4R：288個                |
| リミット                     | リミット                     | なし                                | なし                                | なし                                |
| 電サポ                       | 確変                         | 確変大当たり終了後次回まで          | 確変大当たり終了後次回まで          | 確変大当たり終了後次回まで          |
| 電サポ                       | a時短                        | 通常大当たり終了後33回              | 通常大当たり終了後10回              | 通常大当たり終了後20回              |
| 電サポ                       | b時短（遊タイム）            | なし                                | なし                                | なし                                |
| 保留の数                     | 保留の数                     | 上始動口4個+下始動口4個             | 上始動口4個+下始動口4個             | 上始動口4個+下始動口4個             |
| 保留の優先消化               | 保留の優先消化               | なし（入賞順に消化）                | なし（入賞順に消化）                | なし（入賞順に消化）                |

### PA海物語3R3
| 型式                         | 型式                         | LBA                                 | LBAW                                |
| ---------------------------- | ---------------------------- | ----------------------------------- | ----------------------------------- |
| 特賞種別                     | 特賞種別                     | デジパチ                            | デジパチ                            |
| 大当たり確率                 | 通常時                       | 1/99.9                              | 1/99.9                              |
| 大当たり確率                 | 高確率時                     | 1/16.9                              | 1/16.9                              |
| タイプ                       | タイプ                       | 遊パチ                              | 遊パチ                              |
| 賞球数                       | 賞球数                       | 3 & 2 & 1 & 4 & 10                  | 3 & 2 & 1 & 4 & 10                  |
| ラウンド・カウント数         | ラウンド・カウント数         | 10R or 5R・10C                      | 10R or 5R・10C                      |
| 大当たりシステム             | 大当たりシステム             | 確変ループ                          | 確変ループ                          |
| 確変突入率                   | 確変突入率                   | 51/100（51%）                       | 51/100（51%）                       |
| 大当たりの内訳（始動口共通） | 大当たりの内訳（始動口共通） | 10R確変：5% 5R確変：46% 5R通常：49% | 10R確変：5% 5R確変：46% 5R通常：49% |
| 大当たり出玉                 | 大当たり出玉                 | 10R：1000個 5R：500個               | 10R：1000個 5R：500個               |
| リミット                     | リミット                     | なし                                | なし                                |
| 電サポ                       | 確変                         | 確変大当たり終了後次回まで          | 確変大当たり終了後次回まで          |
| 電サポ                       | a時短                        | 通常大当たり終了後40回              | 通常大当たり終了後40回              |
| 電サポ                       | b時短（遊タイム）            | なし                                | なし                                |
| 保留の数                     | 保留の数                     | 上始動口4個+下始動口4個             | 上始動口4個+下始動口4個             |
| 保留の優先消化               | 保留の優先消化               | なし（入賞順に消化）                | なし（入賞順に消化）                |